# Me 262 Project

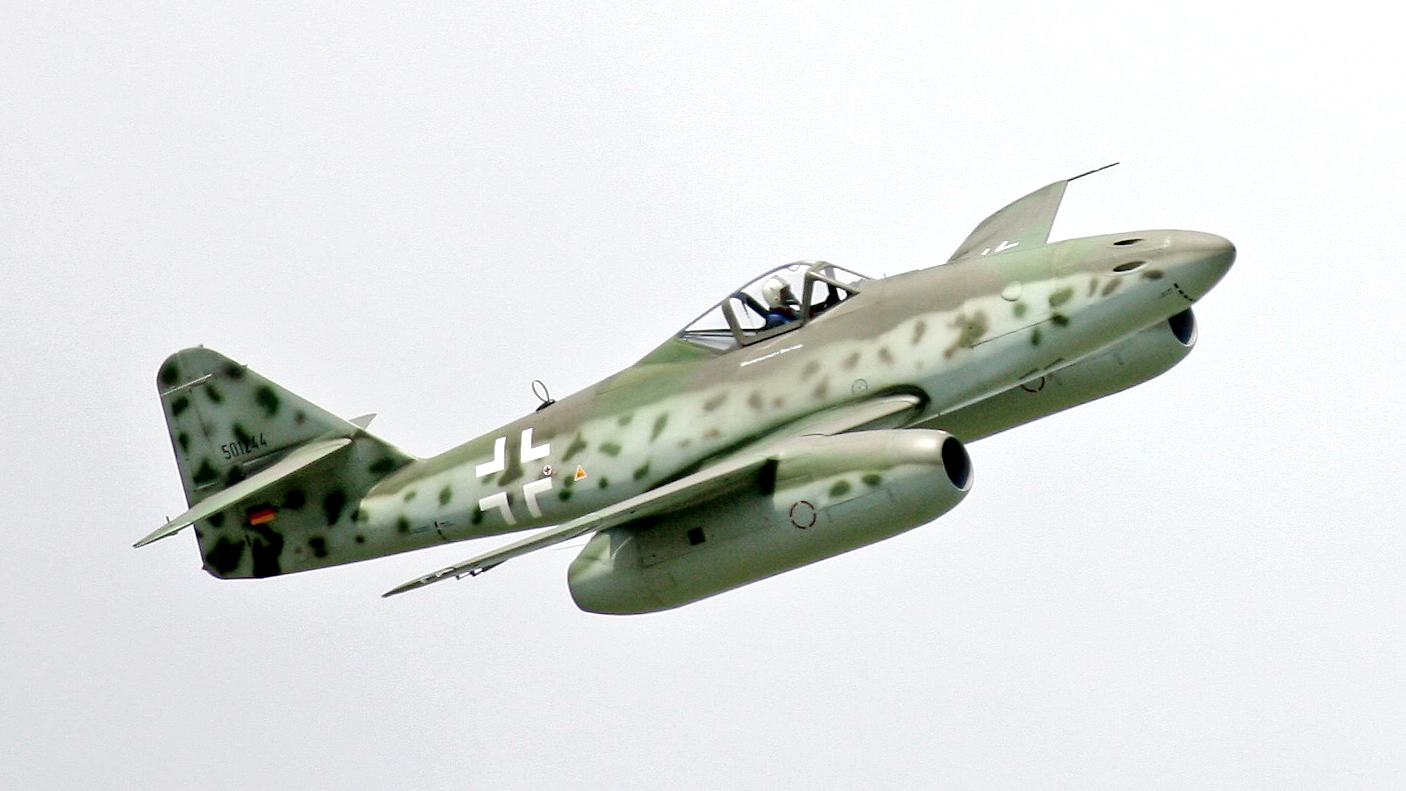
メッサーシュミット Me 262 の再生産機 2006年

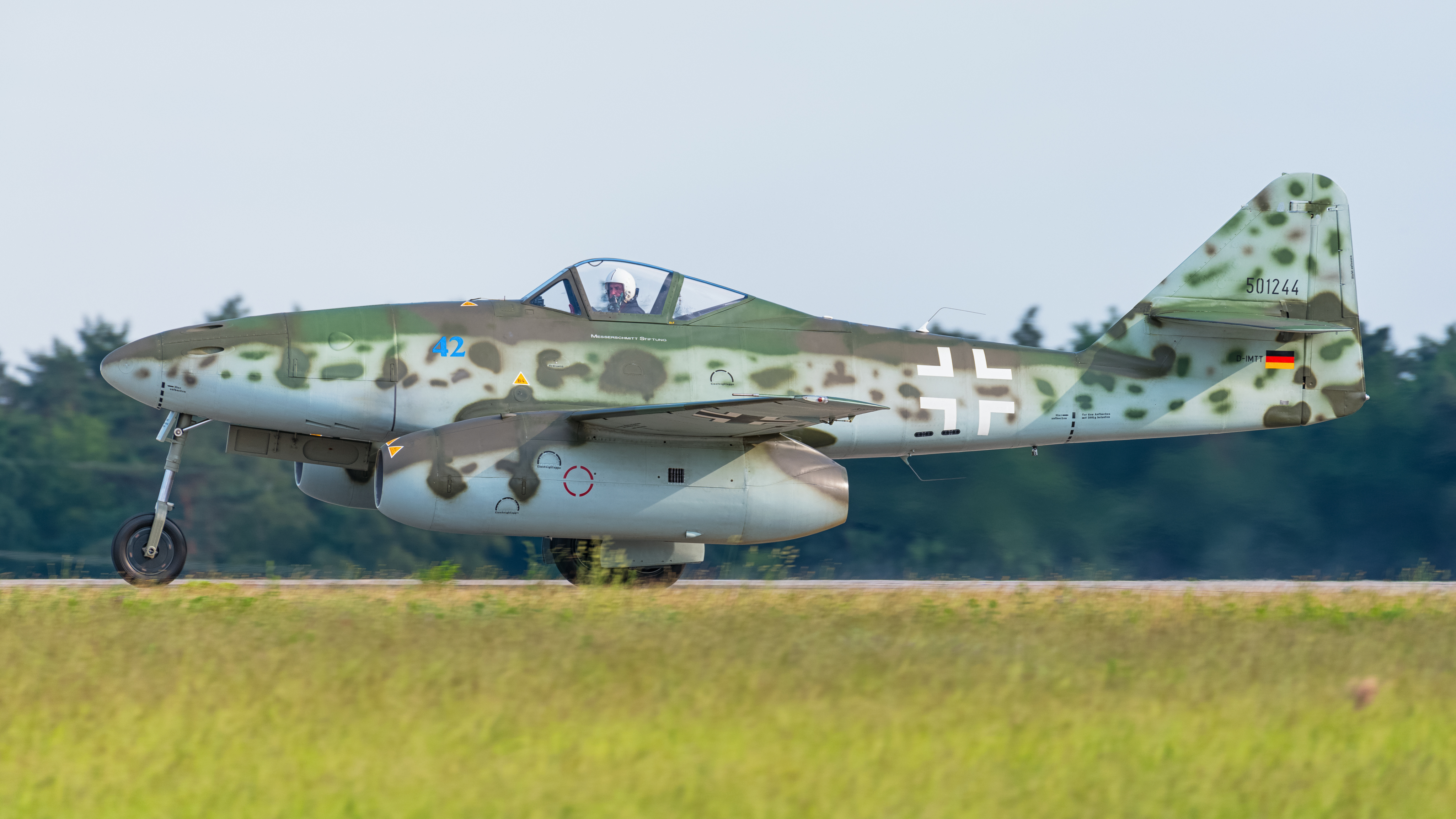
Project による メッサーシュミット Me262 の再生産機 2016年 ベルリン航空ショーにて

Me262 Project は、世界で初めて運用されたジェット戦闘機メッサーシュミット Me262の飛行可能な再生産機を製造する会社である。この計画は、Texas Airplane Factory （英語版）とClassic Fighter Industries （英語版）により運営がはじめられた。プロジェクトは、アメリカ合衆国ワシントン州シアトル近郊のエバレットのペイン・フィールド（英語版）を本拠地としている。
デザイナー、エンジニアと技術者のプロジェクト・チームは、2012年5機のジェット機により初の飛行試験プログラムを終え、引き渡しを行った。この機体は、エンジンをオリジナルのJumo004Bに代えてゼネラル・エレクトリック社のCJ610（J85をベースとした民間機用ターボジェットエンジン）を使用している。